# Millinger Theetuin

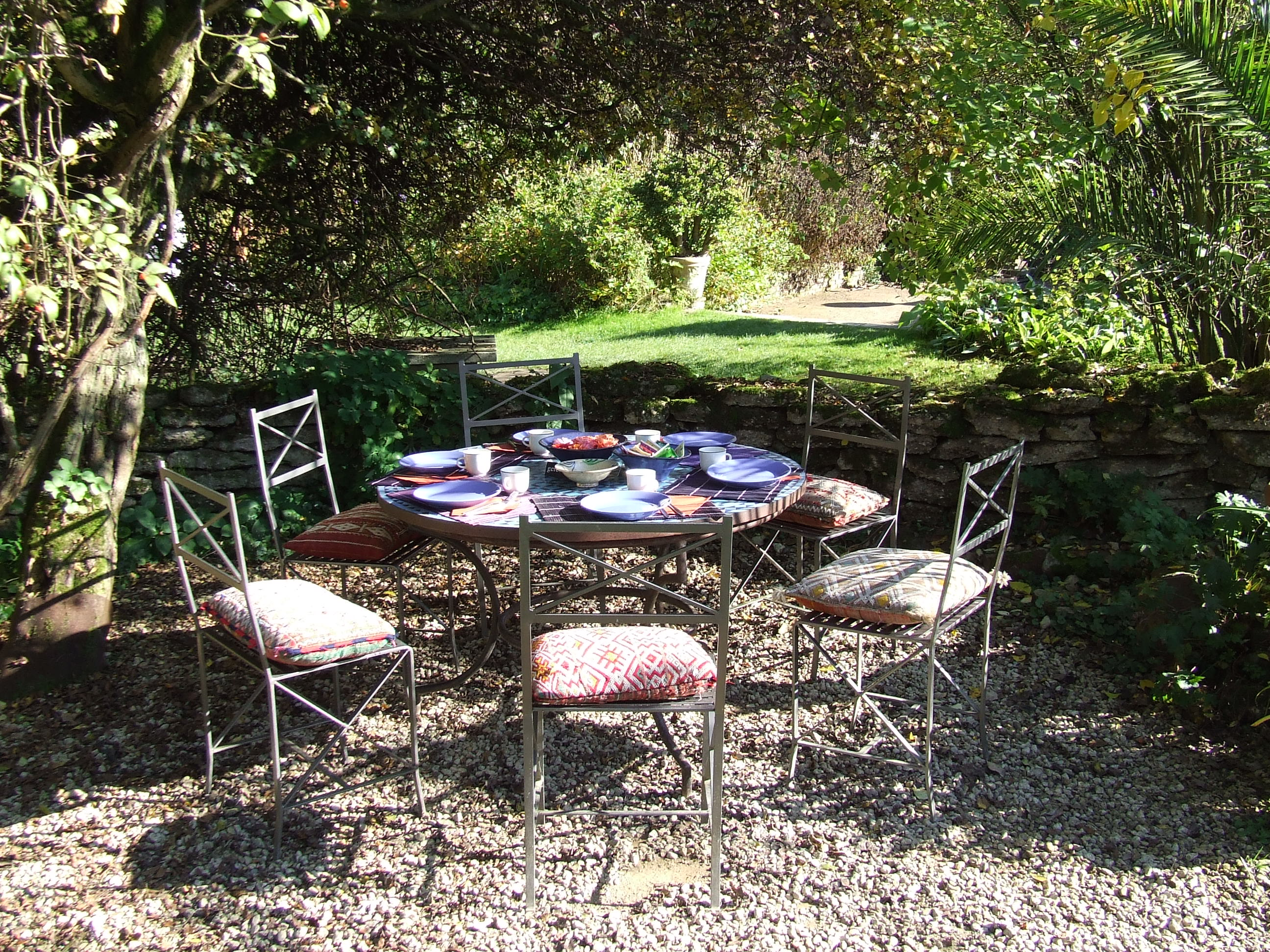
Zitje in de tuin

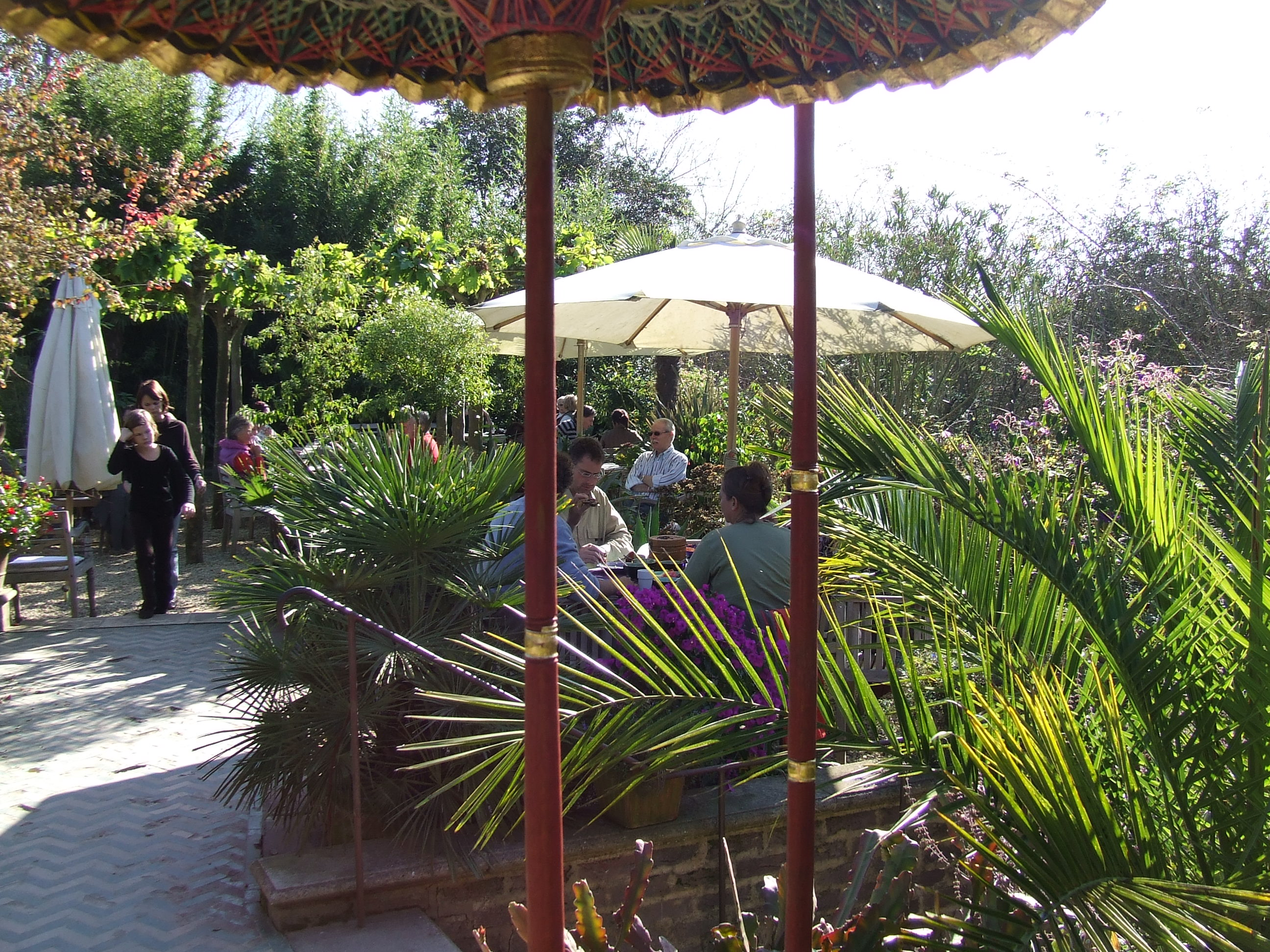
Terras

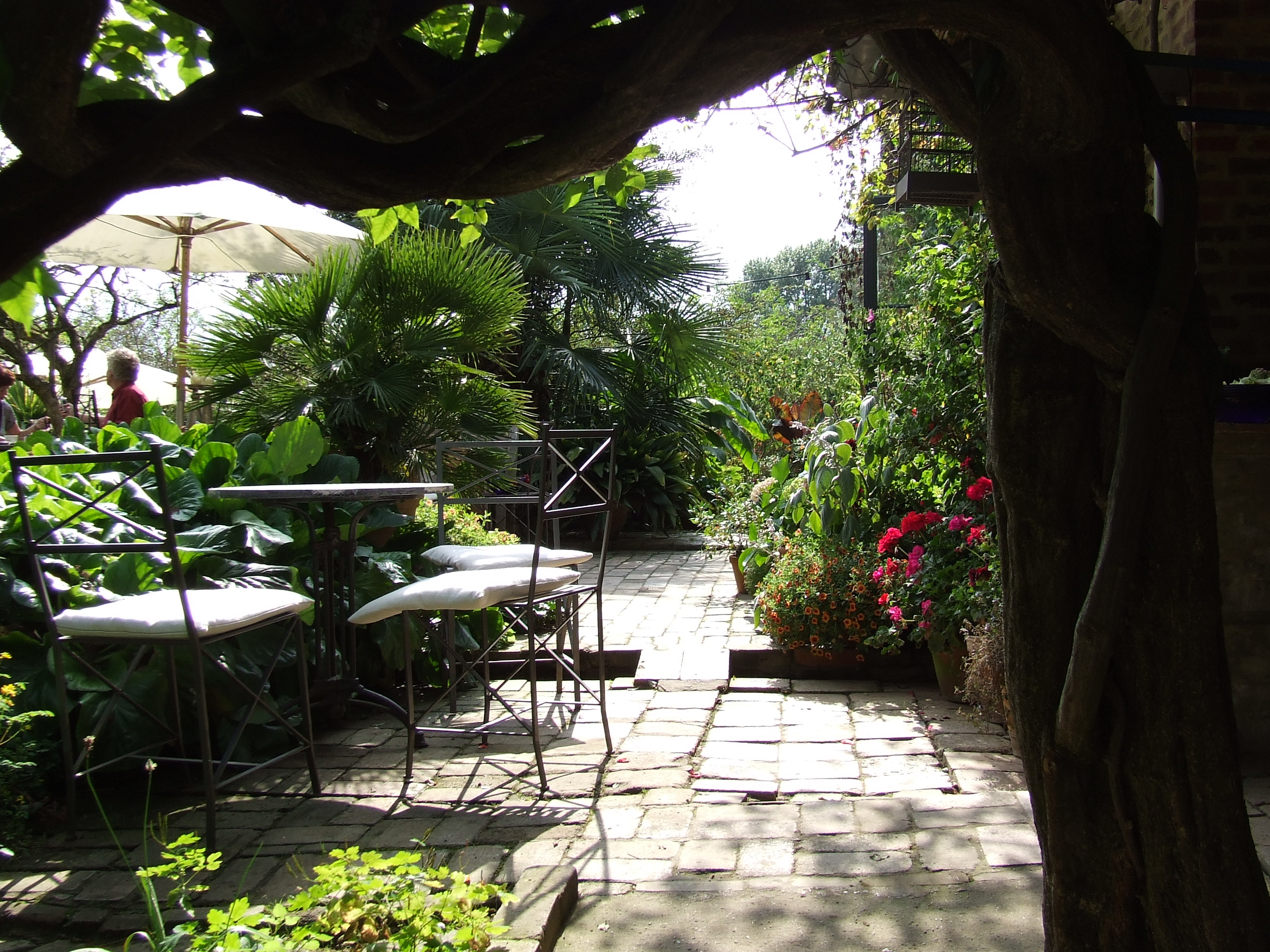
Zitje bij het theehuis

De Millinger theetuin (1994) is een theetuin in Moorse stijl gelegen aan de Waal in de Nederlandse gemeente Berg en Dal. 

## Ligging
De tuin ligt ca. 2 km ten noorden van het dorpje Kekerdom. De theetuin ligt midden in het natuurgebied 'De Millingerwaard', dat wordt beheerd door het Wereld Natuur Fonds en Staatsbosbeheer. De tuin is bereikbaar via een rul zandpad en in de zomer via het fiets- en voetveer 'De Halve Maan' dat vaart tussen Gendt en de Millinger Theetuin en via rondvaartboot De Duffelt. Ook is de tuin bereikbaar per koets.

## Bouwwerken
In de tuin is er een Moors theehuis met waranda, een Marokkaans theehuis en een Marokkaans pleintje met waterpartij. Er zijn diverse waterbassins.

## Bijzondere planten
Bananenplanten, palmen, vijgen en andere mediterrane planten staan in potten in de tuin.   
Verder is er een verzameling vaste planten waaronder vele soorten delphiniums, hosta's, daglelies en phloxen.

## Entree
Voor de toegang tot het complex wordt een entree geheven: 